# Club Megatrix
Megatrix, també conegut com a Club Megatrix, va ser un contenidor televisiu destinat al públic infantil i juvenil. Es va estrenar el 17 de maig de 1995 a Antena 3, encara que el seu format ha experimentat diversos canvis al llarg de la seva història. El programa va finalitzar les seves emissions el 28 de juny de 2013, substituït per Neox Kidz. En la seva última etapa es va emetre a Antena 3 els dissabtes i diumenges de 07.00 a 14.00 hores (llevat quan hi havia Fórmula 1) i en Neox de 07.00 a 15.00 hores de dilluns a diumenge.
Entre les seves sèries mes famoses del programa es troben H2O, Spider-Man, El príncep de Bel-Air, Dragon Ball, entre d'altres.

## Història de Megatrix
Megatrix va començar les seves emissions el dimecres 17 de maig de 1995 amb el títol de Club Megatrix, presentat per Ingrid Asensio, els seus germans Jorge (interpretat per Jorge San José) i David (interpretat per David Pérez), i la seva veïna Ella. Poc temps després, en 1996, Ingrid Asensio va abandonar el programa.
De 1995 a 1998 els presentadors van tenir la seva pròpia sèrie de televisió anomenada Las aventuras de Máximo, i el programa estava basat en sketches sense plató, amb una estètica modernista, reflectida fins i tot en la manera de vestir dels presentadors.
En 1998 va començar la segona etapa del programa, en la qual es va canviar el seu estil, passant a ser un espectacle amb plató. El programa va passar a ser presentat per Ana Chávarri (que es va incorporar al programa) i David Pérez (únic membre que es va mantenir del repartiment anterior). En aquesta època van tenir una gira per mitjà d'una caravana: "Caravana Megatrix" en 2000 i en 2001.
Entre 2001 i 2003 va tenir lloc la tercera etapa del programa, en la qual es van succeir diversos presentadors. Durant aquests anys el programa va ser presentat per Sara Mielgo, Daniel Diges i Tito Augusto. Sara Mielgo, sobrenomenada Sam, era una estupenda cantant i provenia del món de la interpretació. Els seus dos companys eren coneguts pels espectadors gràcies als seus anteriors treballs en televisió: Daniel Diges va saltar a la fama per la seva interpretació de Gato a la seèie Nada es para siempre. Por la seva part, Tito Augusto va participar en la sèrie d'Antena 3 Compañeros. Manuel Feijóo presentava l'espai Megalíneas.
Aquest estiu en Club Megatrix es van incloure noves sèries. De dilluns a divendres, Flying Rhino Junior High, DinoZaurs, Tres amigos y Jerry y Los Thornberrys. Els caps de setmana el programa ofreria a més Generación 0. Club Megatrix comptava aleshores a més amb la presència de Blossom. Las sèries Equipo con clase, Spirou, Beetleborg i Animorphs van tornar als matins de Antena 3 per a amenitzar les vacances dels escolars.
Club Megatrix va completar la seva programació especial d'estiu amb altres seccions realitzades al parc aquàtic madrileny Aquopolis. Allí els presentadors van organitzar proves i concursos on els nens podien guanyar molts premis. En 2002 van presentar també el programa Ibon Uzkudun i Arantxa Valdivia.
En l'etapa 2002-2003, els presentadors van ser Esther Bizcarrondo, Andrés Caparrós i el Mag Murphy (David Rodríguez), que feia jocs de màgia en el plató, un parc gegantesc de colors.
L'any 2003 va començar la quarta etapa del programa, que va passar a ser presentat per la cantant Natalia Rodríguez al costat de Enric Escudé. En 2004, el programa va guanyar dos TP d'Or que van ser recollits pels presentadors. En l'estiu de 2006, el programa va ser gravat en el parc nacional espanyol Faunia, des del qual, Natalia i Jordi Cruz, que va substituir Enric Escudé en 2005 en la labor de presentador, entretenien els matins dels més petits de la casa. En l'estiu de 2007, Natalia va abandonar el programa juvenil per a dedicar-se per complet a la música. Des de llavors, Jordi Cruz es va mantenir com a presentador únic d'aquest.
Durant aquestes etapes, el programa va llançar CDs musicals i una agenda del programa. Així mateix, una revista que va ser retirada l'any 2007. En el seu moment, va arribar a existir fins i tot el Canal Megatrix, que emetia a través de Vía Digital i xarxes de cable.
Des de l'any 2008 fins a l'estiu de 2011, Megatrix era un contenidor amb sèries juvenils, sense presentadors o seccions. No obstant això, el 22 d'octubre de 2011 va experimentar canvis, ja que va passar a emetre's també en Neox, va modificar la seva imatge corporativa i va incloure presentadors virtuals anomenats Los Megax (Tina, Wave, Zack, Silvi i les mascotes Trix i Trax).
Megatrix es va mantenir d'aquesta manera fins al 28 de juny de 2013, quan va cessar les seves emissions i va ser substituït per Neox Kidz, un contenidor amb una nova marca, però amb característiques similars. En la seva última etapa, Megatrix va ser un contenidor de dibuixos, programes i sèries infantils i juvenils que s'emetien els caps de setmana i festius a Antena 3 i diàriament a Neox.

## Llista de presentadors que han passat per Megatrix
- Máximo, el extraterrestre (1995-1998)
- Ingrid Asensio (1995-1996)
- Jorge San José (1995-1998)
- Ella Pinillos (1995-1997)
- David Pérez (1995-2001)
- Ana Chávarri (1995-2001)
- Alicia Beisner (1997-2001, 2002-2003)
- Sandra Blázquez (1998-2000)
- Talia del Val (1999)
- Vicente Beisner (1999-2001)
- Silvia Fominaya (2000)
- Tito Augusto (2001-2003)
- Daniel Diges (2001-2003)
- Sara Mielgo 'Sam' (2001-2003)
- Manuel Feijóo (2001-2003)
- Ibon Uzkudun (2002)
- Esther Bizcarrondo (2002-2003)
- Celia Pastor (2002-2003)
- Arantxa Valdivia (2003)
- Andrés Caparrós (2003-2004)
- Enric Escudé (2003-2005)
- David Rodríguez 'Mago Murphy' (2002-2003)
- Natalia (2003-2007)
- Jordi Cruz (2005-2008)
- Los Megax (personatges virtuals) (2011-2013)

## Programació (1995-2013)
Aquesta secció aquesta dividida en subseccions segons l'any en què va començar a emetre's cada sèrie a Megatrix.

### Sèries estrenades en la dècada de 1990 a Megatrix

#### 1995
- L'abella Maia[4]
- Tom Sawyer[4]
- Sailor Moon[4]
- Chicho Terremoto[4]
- Maerterlink[4]
- Shulato[4]
- El libro de la selva[4]
- Mr. Magoo
- Duros y canijos
- Transformers
- Simbad
- Widget
- Papá Piernas largas

#### Entre finals de 1995 i 1996
- Los Mapaches[5]
- Banner y Flappy[5]
- La leyenda del Zorro[5]
- Spirou y Fantasio[5]
- Mortadelo y Filemón[5]
- Batman: la sèrie animada[5]

#### 1997
- Los Motorratones de Marte
- Street Sharks
- Campeones: Oliver y Benji
- Dragon Ball
- Spider-Man
- Los 4 Fantásticos
- Macket Riders
- Thundercats
- Los Tres Cerditos
- ALF
- Dos tontos muy tontos ("Dumb and Dumber")
- Perrine
- Sonrisas y lágrimas
- El perro de Flandes
- La tribu de los Brady
- Silverhawks
- Iron Man
- El nuevo mundo de los gnomos[6]
- Marco
- Un equipo con clase
- La Máscara
- Ace Ventura: detective de mascotas
- Las aventuras de Johnny Quest
- Manu
- Tao Tao
- Punky Brewster
- Salvados por la campana
- California Dreams
- Cosas de casa
- The Fresh Prince of Bel-Air

#### 1998
- Cro.
- Las gemelas de Sweet Valley
- Mujercitas
- Baby Boom
- Eik
- La princesa Sissi
- La tienda de los horrores
- Gadget Boy
- Heidi
- Extreme dinosaurs
- Historias del Intoville
- Pesadillas

#### 1999
- Power Rangers (Turbo, Lost Galaxy, Time Force)
- USA high
- El Mundo de Richard Scarry
- Pippi Calzaslargas
- Chip y Charlie
- Superman
- Tres amigos y Jerry
- Pandilla sobre ruedas
- Cosas de hermanas
- La familia Hogan

#### 2000
- El capitán simio y los monos espaciales
- Animaniacs
- Comando Águila
- Megababies
- Marsupilami (la sèrie de Marathon Animation)
- Spirou
- Beetleborgs
- Animorphs

### 2001
- Batman (versió d'imatge real de 1966 - 68)
- Yu-Gi-Oh! Duel Monsters
- Beyblade
- Hombre lobo en campus (estrenada a Megatrix l'abril de 2001)[7]
- Monster Rancher
- Fievel y el nuevo mundo
- Cosas de gemelas
- El instituto del rinoceronte volador[8]
- Yolanda, la hija del Corsario Negro
- DinoZaurs[8]
- Generación 0[8]
- Blossom[8]
- Els Thornberrys[8]

### 2002
- Super Duper Sumos
- Kumba
- Las aventuras de Jimmy Neutrón, el niño inventor[9]
- El regreso de Spiderman
- Titeuf
- ¿Qué pasa con Andy?
- Los terribles gemelos Cramp
- Ginger
- Detective Conan
- Malcolm in the middle (encara que emesa a Antena 3 des del 2000 o 2001, no va ser fins a, almenys, el 2002 quan es va estrenar a Megatrix)
- El mundo secreto de Alex Mack

### 2003
- Flint y los detectives del tiempo
- Héroes al rescate
- Daniel el Travieso
- Los quintillizos
- Cedric
- Lizzie McGuire
- Bob Esponja
- Sabrina: Cosas de Brujas
- Tritón de Nerd
- Dos en Malibú
- Juanito Jones
- Tucker
- Ferngully

### 2004
- Oliver Twist
- Las supernenas[10]
- Código: KND[10]
- Superespías[10]
- Duel masters[10]
- Zipi y Zape[10]
- Las aventuras de los Gabytos
- Art Attack (estrenat a Megatrix en desembre del 2004)[11]

### 2005
- Quintillizos
- Drake & Josh
- Zoey 101
- Casper
- Moesha

### 2006
- Pequeño Rey[12]
- Atomic Betty[12]
- Familia pirata[12]
- Mi mundo y yo[12]
- Yu-Gi-Oh! GX[13]
- Futurama
- Monster Allergy

### 2007
- Shinzo[14]
- Rebelde[15]
- H2O: Just Add Water[15]
- Al otro lado
- ¿Por qué a mi?[15]
- Hotel, dulce hotel[15]
- El equipo A[15]
- North Shore[15]
- Dinosapien[16]
- La Familia Salvaje

### 2008
- Hannah Montana (a partir del 14 de març)[17]
- Un genio en casa

### 2009
- Shin Chan
- Pelopicopata
- Clone Wars
- Luz verde[18]
- Merlín[19]
- The Big Bang Theory

### 2011
- Kochikame
- Vicky el Vikingo
- Érase una vez

### 2012
- Mamemo
- La Cara divertida
- Lo más

### 2013
- Skins
- Sam and Cat
- Little Britain

## Premis i nominacions
- Antena de Oro de Televisión: 2000.
- TP d'Or al Millor Programa Infantil i Juvenil: 1996 i 2003. (Nominat en 2000, 2004, 2005, 2006 i 2007).[1]
- Premi ATV al Millor Programa Infantil: Nominat en 2006.

## Curiositats
- El programa en els seus inicis es va concebre com un Club i fins comptava amb un carnet per a socis.
- El personatge de Máximo era un animatronic, del qual van existir dues versions. En la primera lluïa un permanent somriure i el segon model tenia una expressió més neutra. Posteriorment, la versió somrient de Máximo va acabar convertint-se en un personatge femení: la germana de Máximo anomenada "Emunia".
- Eren necessàries quatre persones per a donar vida al personatge de l'extraterrestre, Màxim: L'actriu que vestia el animatrónic (Felisa Parrao), els dos manipuladors que s'encarregaven de moure la cara a través dels dos equips de radiocontrol (Lliri blanc Serrano i Juan Serrano) i el doblador de Màxim (Carlos Viaga en la seva primera etapa i posteriorment Jose Antonio Duque).
- De 2001 a 2002, el canal argentí Telefe va adaptar el programa Megatrix.